# Parafia św. Andrzeja Boboli w Budziskach
Parafia pw. Świętego Andrzeja Boboli w Budziskach – rzymskokatolicka parafia należąca do dekanatu Łochów, diecezji drohiczyńskiej, metropolii białostockiej. Parafię prowadzą księża diecezjalni.

## Zasięg parafii
Do parafii należą wierni z miejscowości: Budziska, Burakowskie, Barchów (częściowo) i Łochów (kilkanaście numerów).

## Historia
Kaplica publiczna została erygowana w dniu 13 maja 1938 roku przez biskupa siedleckiego Henryka Przeździeckiego jako filia parafii w Kamionnej. Samodzielna parafia została erygowana w dniu 25 sierpnia 1991 roku przez biskupa siedleckiego Jana Mazura.